# Ashampoo
Ashampoo — международная компания, специализирующаяся на разработке программного обеспечения с закрытым исходным кодом для Microsoft Windows.

## История
Компания Ashampoo основана в 1999 году, в Ольденбурге, Германия.
19 апреля 2011 года компания объявила, что адресные данные пользователей Ashampoo, такие, как имя и адрес электронной почты, были украдены в хакерской атаке.

## Деятельность
Компания является рядовым членом (англ. general member) консорциума Blu-ray Disc Association (BDA). Клиентами Ashampoo уже стали более 13.5 миллионов человек по всему миру, количество установок её программного обеспечения превышает 130 миллионов (март 2011 г.)..

## Продукция
На сегодняшний день Ashampoo предлагает более 50 программ. Одними из самых популярных и часто покупаемых являются:
- Ashampoo AntiSpyWare
- Ashampoo AntiVirus
- Ashampoo Burning Studio
- Ashampoo Core Tuner
- Ashampoo FireWall
- Ashampoo HDD Control[4][5][6][7]
- Ashampoo Internet Accelerator
- Ashampoo Magical Defrag
- Ashampoo Office
- Ashampoo Photo Commander
- Ashampoo Photo Optimizer
- Ashampoo Presentations
- Ashampoo Snap[8]
- Ashampoo UnInstaller
- Ashampoo WinOptimizer

## Критика
Часто Ashampoo критикуют за то, что использовать программное обеспечение можно только после регистрации, после которой приходит много писем, некоторые из которых являются рекламой. Эта информационная рассылка может быть отключена на сайте Ashampoo.